# Kasjoebië

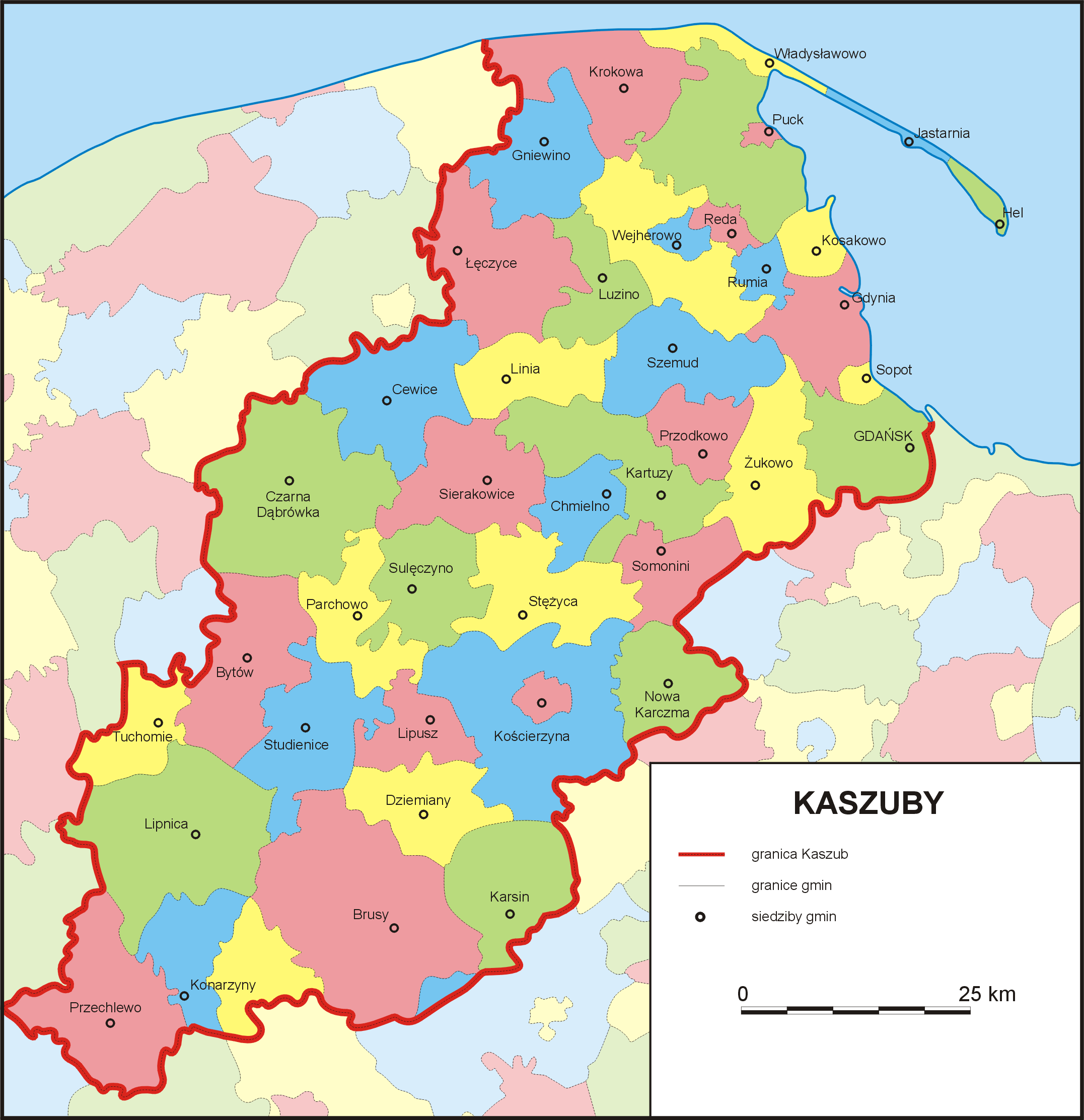
Kasjoebië

Kasjoebië (Kasjoebisch: Kaszëbë, Pools: Kaszuby) is een regio gelegen langs de Oostzee in de woiwodschap Pommeren van Polen. 
Een deel van de bevolking spreekt de Kasjoebische taal. 